# Полевой военкомат

Справка сельсовета о мобилизации полевым военкоматом 12 июля 1941 года согласно приказу КВО от 9 июля 1941 года, выданная в 1947 году.

Полевой военкомат (или военно-полевой военкомат) — неофициальное название отделов местного военного управления и военного рекрута действовавших на оккупированных западных территориях в СССР в период Второй Мировой Войны на восточном фронте.
Полевые военкоматы представляли собой органы власти, ответственные за военно-мобилизационную и учётно-призывную работу. Считается, что основанием для организации полевых военкоматов являлся приказ Ставки Верховного Главнокомандования № 089 от 9 февраля 1942 года «О призыве граждан на освобождаемых от оккупации территориях и о сформировании запасных полков», согласно которому Военным советам армий было дано право призыва годных на военную службу лиц из числа местного населения не служивших в РККА. В данном приказе четко указано, что данные лица подлежат призыву в порядке предусмотренном для мобилизации советских граждан, и указанные лица подлежат призыву в запасные полки.

Приказ Народного Комиссара Обороны СССР о призыве в Красную Армию граждан, проживающих на освобождаемых от оккупации территориях № 089 9 февраля 1942 г.
Войска действующей армии, ведя борьбу на фронте против фашистских оккупантов, должны своевременно получать пополнение живой силой.

Наличные воинские контингента нашей страны обеспечивают нам с избытком полное удовлетворение всех потребностей как в пополнении, так и в новых формированиях.

Однако в связи с транспортными трудностями уже подготовленные для фронта большие массы пополнения очень часто задерживаются в пути, запаздывают и прибывают в действующие части несвоевременно.

Между тем кроме данного основного источника пополнения в полосе действующих армий имеется значительная, но до сих пор не использованная возможность наладить приток живой силы в войска непосредственно на месте.

Эта возможность заключается в использовании ещё не служивших в армии военнообязанных освобождаемых от немецкой оккупации советских районов и областей.

Советское население освобождённых территорий горит ненавистью к захватчикам и желанием с оружием в руках участвовать в деле дальнейшего освобождения от фашистских хищников Советской Родины.

Приказываю:

1. Обязать военные советы действующих армий для пополнения живой силой своих частей призывать в порядке мобилизации советских граждан в ряды Красной Армии.

Призыву подлежат граждане освобождаемых от оккупации территорий в возрасте от 17 до 45 лет из числа лиц, не призывавшихся в Красную Армию в течение истёкших месяцев войны.

2. Во всех армиях незамедлительно сформировать запасные полки, которые и должны осуществлять практически отсев, призыв и боевую подготовку этих контингентов в полосе действия своих армий.

3. Приказ ввести в действие немедленно, передав его по телеграфу.

4. Главному управлению формирования [и укомплектования войск] Красной Армии дать подробные инструкции армиям о порядке наилучшего проведения настоящего приказа в жизнь.

Народный комиссар обороны И. Сталин
— ЦАМО. Ф. 148а. Оп. 3763. Д. 126. Л. 33, 34. Заверенная копия. Русский архив: Великая Отечественная: Ставка ВГК: Документы и материалы: 1942 год. Т. 16(5 — 2).
С другой стороны, существуют документальные свидетельства, указывающие на существование практики мобилизации граждан полевыми военкоматами уже с лета 1941 года, мобилизациях полевыми военкоматами на территории оккупированных и иностранных государств, а также направлении мобилизованных полевыми военкоматами не в действующую армию, а на стройки стратегических объектов в глубоком тылу.

## Формы деятельности полевых военкоматов

Удостоверение члена Призывной комиссии 37 Армии по ст. Славянской, 1943 год.

Полевые военкоматы, исходя из своего предназначения, не являлись постоянными штатными структурами. В общем виде, процедура деятельности полевых военкоматов выглядела следующим образом: Военный Совет армии командировал своих уполномоченных лиц (например, из штата Отдела укомплектования) в конкретный населённый пункт с целью набора пополнения из числа местных жителей; в сопроводительных документах уполномоченных указывалось, что они являются, например, «членами Призывной комиссии N армии по (название населённого пункта)».

## Недостатки полевых военкоматов
Полевые военкоматы представляли собой временную структуру, дублирующую военные комиссариаты в части подготовки и проведения мобилизации, а также учёта людских ресурсов. Однако полевые военкоматы фактически не были способны выполнять присущую обычным военкоматам функцию подготовки призывников к военной службе, что не могло не отразиться на качестве вновь призванных из числа местного населения. Зачастую в составе войсковых частей РККА в бой направлялись не подготовленные, и даже не обмундированные новобранцы:

В начале февраля 1943 в наших местах развернул работу полевой военкомат. В армию призывались парни и мужчины только что освобождённой местности… Внезапно обстановка на нашем участке фронта обострилась. Потребовались решительные усилия для блокирования действий противника. Новое пополнение не успели обмундировать. Получив оружие пошли в атаку. То там то здесь пестрели черные ватники и пальто. Наше наступление способствовало успеху дивизии. После атаки многих в строю не досчитались. В числе погибших оказались некоторые из моих земляков. Так печально закончилось для них крещение огнём.— Обедняк Н. И., Заяц Н. Р. Рядовыми через войну. К Параду Победы. — 1-е изд. — Киев: Политиздат Украины, 1989. — 287 с.
Большое количество подобных фактов привело к появлению обиходного названия для призванных полевыми военкоматами: «пиджачники», «чёрнобушлатники» (укр. «чорносвитники»), «чёрная пехота».

Подключение действующей армии к процессу мобилизации давало возможность ускорить введение в бой новых резервов. В сентябре 1943 г. из районов Донбасса в соединения Южного фронта влилось 120 тыс. человек. Такая форма призыва существенно снижала качество отбора призывников, а также негативно влияла на уровень их военной подготовки. В условиях боевых действий мобилизация проводилась, как правило, с многочисленными нарушениями установленных в РККА правил отбора мобилизованных и сроков их обучения. Пагубная практика их немедленного использования в боевых действиях имела место с первых дней мобилизации.
Немецкие военные источники сообщали о том, что после первого взятия Харькова весной 1943 г. было мобилизовано в Красную армию до 15 тысяч человек в возрасте от 15 до 45 лет, которых без подготовки послали на фронт. Эти мужчины были одеты в гражданскую одежду и практически не имели оружия (1 винтовка приходилась на 5-10 человек). Не случайно этих людей немцы называли «Beutesoldatenen» (трофейными солдатами) и приходили к ошибочному выводу: «советы» окончательно исчерпали свои людские ресурсы и теперь бросают в бой подростков и людей преклонного возраста, мобилизованных из числа местного населения.— Призыв 43-го: умри или забудь!
Имеются также свидетельства, что были случаи направления в бой невооружённых новобранцев:

Из этого села и соседних с ним населенных пунктов (Беляевки, Троицкого) 7 — 8 апреля 1944 года, во время освобождения Одессы от румынских оккупантов были мобилизованы для пополнения 9-й Гвардейской казачьей кубанской кавалерийской дивизии и 30-й кавалерийской дивизии более 1 тыс. человек, по разным причинам не мобилизованных в Красную армию в 1941 году. Из них сформировали два батальона, которые сразу кинули в бой, даже не выдав оружие. Почти 90 % этих людей погибло.— В Одесской области помянут обречённых «одноразовых» солдат
Пагубная практика бесконтрольного использования местных людских ресурсов в боевых действиях вызвала появление приказа Ставки Верховного Главнокомандования № 0430 от 15 октября 1943 г. «О порядке призыва военнообязанных в освобождаемых от немецкой оккупации районах»

## Карательные функции полевых военкоматов
В публицистике и художественном кинематографе прозвучала версия, что организация полевых военкоматов проводилась на территории Украины как форма наказания местным жителям за нахождение на оккупированной территории. В подтверждение ссылаются на рассказы писателя Юрия Коваленко:

Рокоссовский предложил отправить в Москву курьера, чтобы описать в Ставке Верховного главнокомандования ситуацию и попросить помочь с вооружением и формой (для призванных полевыми военкоматами). И тут Жуков не выдержал и заявил: «Зачем мы, друзья, здесь головы морочим. Нах… обмундировывать и вооружать этих хохлов? Все они предатели! Чем больше в Днепре потопим, тем меньше придется в Сибирь после войны ссылать». В ответ Рокоссовский сказал, что «это — геноцид», и дал указание сообщить о подобных планах в Генштаб. Однако Ватутин перехватил эту инициативу, заявив, что «не хочет портить отношения с Жуковым из-за этой молодежи»— Рассказ Юрия Коваленко

## Альтернативная точка зрения

Один из документов с упоминанием военно-полевого военкомата 2 Гв. Армии

Существует мнение[кого?], что словосочетание «полевой военкомат» было придумано гораздо позже Великой Отечественной войны, и в период боевых действий не использовалось, так как не обнаружены какие-либо документы, касающиеся непосредственно формирования учреждений «Полевой военкомат», с расписанием штатно-должностной (организационно-штатной) структуры, с указанием начальников данных формирований, и т. д. Вместе с этим упоминание «полевых военкоматов» в известных документах периода войны последователи этой точки зрения призывают игнорировать, как несущественные.
Утверждается также, что «полевые военкоматы» — это на самом деле запасные полки, о которых и было указано в приказе № 089.
С другой стороны, теми же последователями конспирологической теории возникновения понятия «полевой военкомат» допускается, что в составе действующих частей существовали структуры, осуществляющие упрощённую мобилизацию, но официально они полевыми военкоматами не являлись. В. Король, доктор исторических наук, профессор кафедры новейшей истории России Киевского Национального университета имени Тараса Шевченко:

Их призывали так называемые полевые военкоматы, которые действовали в составе частей, которые наступали.
Также утверждается, что если и были полевые военкоматы, то их не использовали в качестве орудия мести побывавшим под оккупацией, и их деятельность не была выборочной по национальному признаку.